# Єлістратова Юлія Олександрівна
Юлія Олександрівна Єлістратова (нар. 15 лютого, 1988, Овруч, Українська РСР) — українська тріатлоністка. Віце-чемпіонка світу в естафеті, призерка чемпіонатів світу з акватлону. Призерка чемпіонатів Європи в етафеті. Переможниця молодіжної першості Європи. Учасниця літніх Олімпійських ігор у Пекіні, Лондоні і Ріо-де-Жанейро. Майстер спорту України міжнародного класу.

## Біографія
В одинадцять років прийшла в секцію плавання з школи хореографічного мистецтва «Сонечко». З п'ятнадцяти років почала займатися тріатлоном. Випускниця Житомирського агроекологічного університету (спеціальність — економіст); потім отримала диплом тренера в Житомирському національному університеті. Бронзова призерка чемпіонату світу 2007 року в естафеті. Майстер спорту України міжнародного класу. У 2008—2010 роках, коли перебувала у шлюбі з тріатлоністом Данилом Сапуновим, виступала під прізвищем чоловіка. 2008 року стала першою українською тріатлоністкою, яка виступила на Олімпійських іграх. На наступній Олімпіаді в Лондоні потрапила в завал під час велоетапу і була змушена зійти з дистанції. На Олімпійських іграх у Ріо-де-Жанейро — 38 місце.
Найбільше виступає в Кубку Європи. Переможниця перших українських стартів цього турніру в Києві і Дніпропетровську. За підсумками сезону чотири рази займала першу позицію. Тричі вигравала етапи Кубка світу. У Всесвітній чемпіонській серії бере участь у декількох стартах на рік і саме тому не потрапляє на лідируючі позиції. 2015 р. — одружилася з тріатлоністом і тренером Володимиром Турбаєвським. Указом Президента України № 336/2016 від 19 серпня 2016 року нагороджена ювілейною медаллю «25 років незалежності України»..
Здобула олімпійську ліцензію на турнір у Токіо, де буде єдиною представницею українського тріатлону. Через коронавірусні обмеження, значну частину 2020 року провела у внутрішніх змаганнях. Найкращим виступом у сезоні стало третє місце на відкритому чемпіонаті Балтії.
26 липня 2021 року тимчасово відсторонена від змагань Всесвітньою агенцією з тестування (ITA) за день до фіналу змагань на літніх Олімпійських іграх 2020.

## Досягнення
- Срібна призерка чемпіонату світу в естафеті (1): 2007
- Срібна призерка чемпіонату світу з акватлону (1): 2014
- Бронзова призерка чемпіонату світу з акватлону (1): 2013
- Срібна призерка чемпіонату Європи (1): 2016
- Срібна призерка чемпіонату Європи в естафеті (1): 2011
- Бронзова призерка чемпіонату Європи в естафеті (1): 2012
- Переможниця етапів Кубка світу (3): 2010 (Тисауйварош, Угорщина), 2015 (Аланія, Туреччина), 2018 (Салінас, Еквадор)
- Володарка Кубка Європи (4): 2014, 2015, 2016, 2018[6][7]
- Переможниця молодіжного чемпіонату Європи (1): 2009
- Срібна призерка молодіжного чемпіонату Європи (2): 2008, 2010

## Статистика
Статистика виступів на головних турнірах світового тріатлону:
| Рік  | Назва турніру              | Місце | Очки       | Примітки |
| ---- | -------------------------- | ----- | ---------- | -------- |
| 2007 | Чемпіонат світу (естафета) | 3     |            |          |
| 2007 | Кубок світу                | 45    | 37         | [ 8 ]    |
| 2008 | Молодіжний чемпіонат світу | 7     | 02:13:32   |          |
| 2008 | Олімпійські ігри           | 24    | 2:03:34,39 |          |
|      | Кубок світу                | 57    | 18         | [ 9 ]    |
| 2009 | Чемпіонат світу (естафета) | 7     |            |          |
|      | Світова серія              | 32    | 1007       | [ 10 ]   |
| 2010 | Світова серія              | 42    | 652        |          |
| 2011 | Світова серія              | 69    | 325        |          |
| 2012 | Олімпійські ігри           | DNF   | —          | [ 11 ]   |
| 2012 | Світова серія              | 106   | 226        |          |
| 2013 | Чемпіонат світу (акватлон) | 3     | 00:32:08   |          |
|      | Світова серія              | 51    | 528        |          |
| 2014 | Чемпіонат світу (естафета) | 12    |            | [ 12 ]   |
|      | Чемпіонат світу (акватлон) | 2     | 00:27:52   |          |
|      | Світова серія              | 74    | 311        |          |
| 2015 | Європейські ігри           | 4     | 2:03:11    | [ 13 ]   |
|      | Світова серія              | 63    | 604        |          |
| 2016 | Олімпійські ігри           | 38    | 2.03,37    |          |
| 2016 | Світова серія              | 62    | 623        |          |
| 2017 | Світова серія              | 100   | 174        |          |
| 2020 | Світова серія              | 39    | 00:57:21   |          |

Кращі виступи на етапах Кубка світу:
| Рік  | Назва турніру | Місто       | Місце | Призери                           |
| ---- | ------------- | ----------- | ----- | --------------------------------- |
| 2010 | Кубок світу   | Тисауйварош | 1     | Джоді Сваллоу, Карла Морено       |
| 2013 | Кубок світу   | Уатулько    | 3     | Памела Олівейра, Ліза Пертерер    |
| 2014 | Кубок світу   | Аланія      | 3     | Майке Кайлерс, Вендула Фрінтова   |
|      | Кубок світу   | Косумель    | 3     | Нікола Шпіріг, Ліза Пертерер      |
| 2015 | Кубок світу   | Аланія      | 1     | Саммер Раппапорт, Міріам Касільяс |
| 2016 | Кубок світу   | Уатулько    | 3     | Йоланда Аннен, Агнешка Єржик      |
|      | Кубок світу   | Тисауйварош | 2     | Рені Томлін, Олена Данилова       |
| 2018 | Кубок світу   | Салінас     | 1     | Луїза Баптіста, Барбара Ріверос   |
| 2019 | Кубок світу   | Ліма        | 2     | Ай Уеда, Елізабет Браво           |

Перемоги на міжнародних турнірах
| Дата | Назва турніру               | Місто              | Місце | Примітки      |
| ---- | --------------------------- | ------------------ | ----- | ------------- |
| 2006 | Юніорський кубок Європи     | Ейлат              | 1     |               |
| 2007 | Кубок Європи                | Аланія             | 1     |               |
| 2008 | Кубок Азії                  | Бурабай            | 1     |               |
| 2009 | Молодіжний чемпіонат Європи | Тарцо, Ревіне-Лаго | 1     |               |
|      | Кубок Європи                | Брно               | 1     |               |
|      | Кубок Азії                  | Пекін              | 1     |               |
|      | Кубок Європи                | Ейлат              | 1     |               |
| 2012 | Кубок Азії                  | Цзиньтан           | 1     |               |
| 2013 | Кубок Європи                | Тарту              | 1     | [ 19 ]        |
| 2014 | Кубок Європи                | Дніпропетровськ    | 1     |               |
|      | Кубок Європи                | Київ               | 1     |               |
|      | Кубок Європи                | Констанца          | 1     | [ 20 ]        |
|      | Кубок Європи                | Мадрид             | 1     | фінал         |
| 2015 | Кубок Європи                | Бургас             | 1     | [ 21 ]        |
| 2016 | Кубок Європи                | Голтен             | 1     |               |
|      | Кубок Європи                | Тенсберг           | 1     |               |
|      | Кубок Європи                | Карлові Вари       | 1     | [ 22 ]        |
| 2017 | Кубок Азії (дуатлон)        | Акаба              | 1     |               |
|      | Кубок Азії                  | Акаба              | 1     |               |
| 2018 | Кубок Африки                | Шарм-еш-Шейх       | 1     | [ 23 ] [ 24 ] |
|      | Кубок Європи                | Дніпро             | 1     | [ 25 ] [ 26 ] |
|      | Кубок Європи                | Аланія             | 1     | [ 27 ]        |
| 2019 | Кубок Європи                | Констанца          | 1     | [ 28 ]        |
|      | Кубок Європи                | Аланія             | 1     | [ 29 ]        |

## Галерея

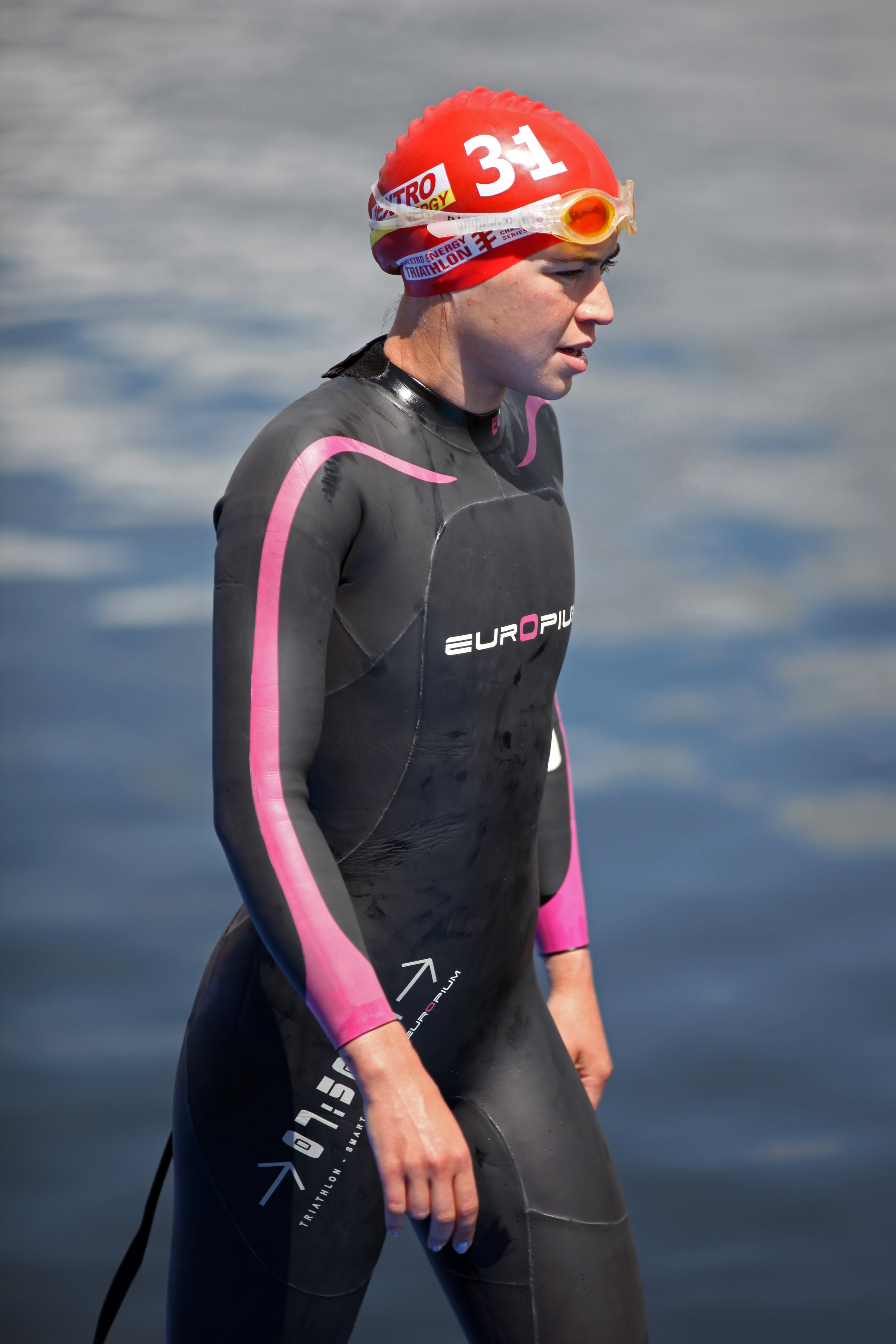
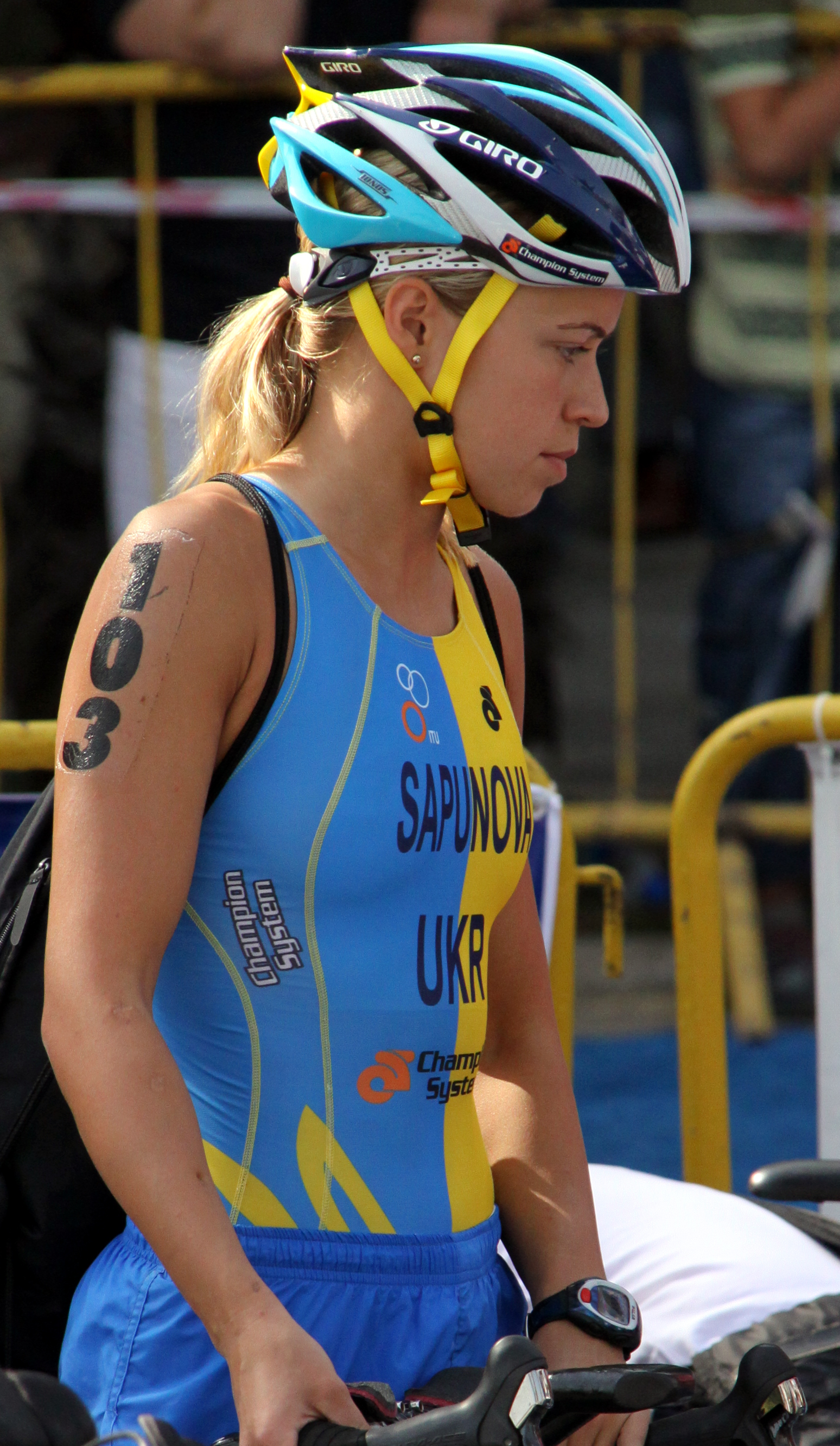
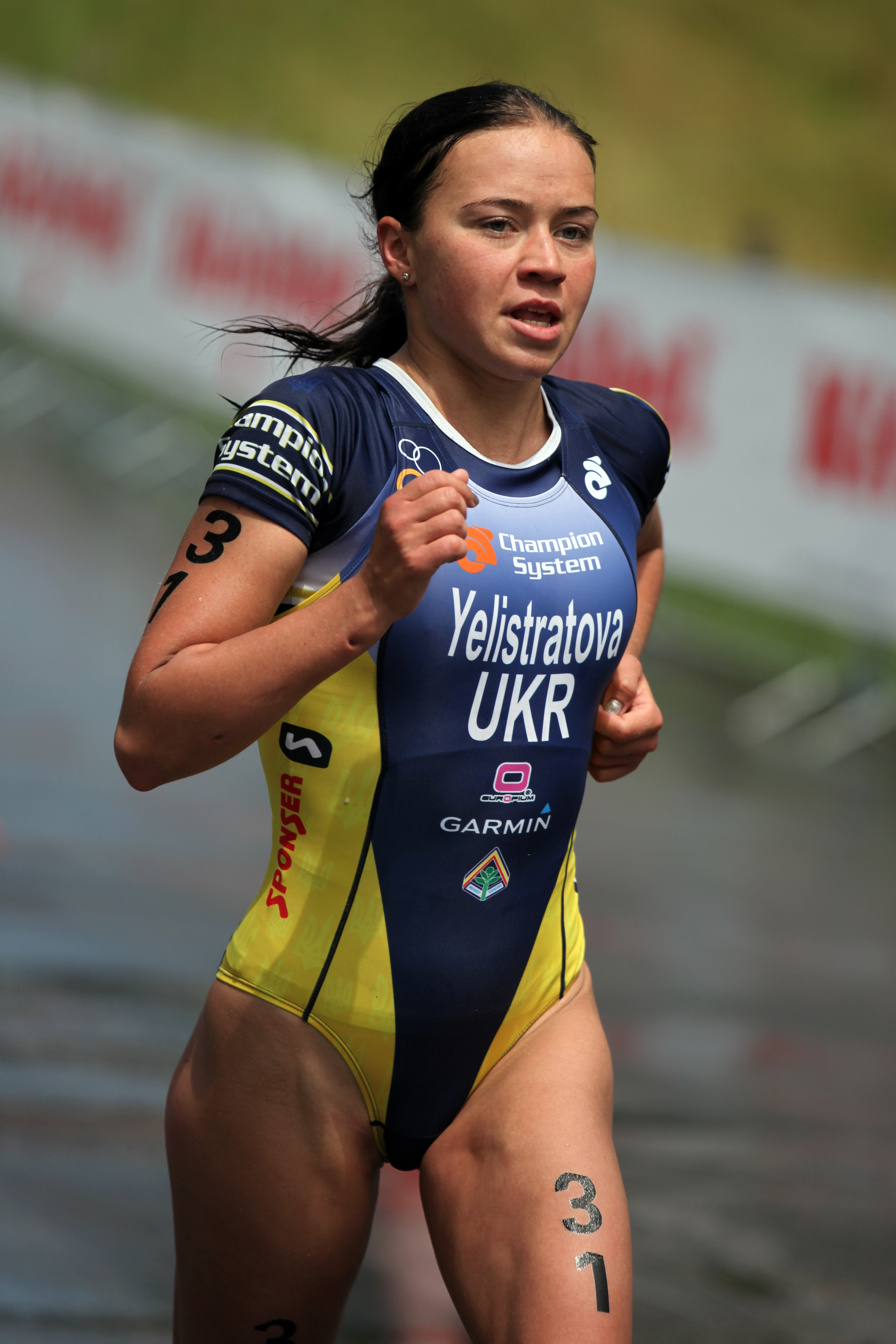